# Elezioni comunali in Basilicata del 2015
Le elezioni comunali in Basilicata del 2015 si sono tenute il 31 maggio (con ballottaggio il 14 giugno).

## Matera

### Matera
| Candidati                     | Candidati                        | II turno             | II turno            | I turno | I turno | Liste                  | Voti   | %     | Seggi |
| Candidati                     | Candidati                        | Voti                 | %                   | Voti    | %       | Liste                  | Voti   | %     | Seggi |
| ----------------------------- | -------------------------------- | -------------------- | ------------------- | ------- | ------- | ---------------------- | ------ | ----- | ----- |
|                               | Raffaello De Ruggieri ✔️ Sindaco | 15 488               | 54,51               | 12 970  | 36,00   | Matera per De Ruggieri | 3 760  | 10,64 | 6     |
| Forza Matera                  | Raffaello De Ruggieri ✔️ Sindaco | 15 488               | 54,51               | 12 970  | 36,00   | 1 764                  | 4,99   | 2     |       |
| Matera si Muove               | Raffaello De Ruggieri ✔️ Sindaco | 15 488               | 54,51               | 12 970  | 36,00   | 1 668                  | 4,72   | 2     |       |
| Matera Capitale               | Raffaello De Ruggieri ✔️ Sindaco | 15 488               | 54,51               | 12 970  | 36,00   | 1 529                  | 4,33   | 2     |       |
| Matera la Città che Sale      | Raffaello De Ruggieri ✔️ Sindaco | 15 488               | 54,51               | 12 970  | 36,00   | 1 034                  | 2,93   | 1     |       |
| Laboratorio per Matera        | Raffaello De Ruggieri ✔️ Sindaco | 15 488               | 54,51               | 12 970  | 36,00   | 845                    | 2,39   | 1     |       |
| Popolari per Matera           | Raffaello De Ruggieri ✔️ Sindaco | 15 488               | 54,51               | 12 970  | 36,00   | 694                    | 1,96   | 1     |       |
| Socialisti per De Ruggieri    | Raffaello De Ruggieri ✔️ Sindaco | 15 488               | 54,51               | 12 970  | 36,00   | 682                    | 1,93   | 1     |       |
| Matera Popolare               | Raffaello De Ruggieri ✔️ Sindaco | 15 488               | 54,51               | 12 970  | 36,00   | 585                    | 1,66   | –     |       |
|                               | Salvatore Adduce                 | 12 926               | 45,49               | 14 458  | 40,13   | Partito Democratico    | 6 537  | 18,50 | 5     |
| Insieme                       | Salvatore Adduce                 | 12 926               | 45,49               | 14 458  | 40,13   | 2 662                  | 7,53   | 2     |       |
| Scelgo Matera 2019            | Salvatore Adduce                 | 12 926               | 45,49               | 14 458  | 40,13   | 2 175                  | 6,16   | 1     |       |
| Matera Cultura                | Salvatore Adduce                 | 12 926               | 45,49               | 14 458  | 40,13   | 2 029                  | 5,74   | 1     |       |
| Alleanza per l'Italia         | Salvatore Adduce                 | 12 926               | 45,49               | 14 458  | 40,13   | 1 214                  | 3,44   | 1     |       |
| Iniziativa Democratica        | Salvatore Adduce                 | 12 926               | 45,49               | 14 458  | 40,13   | 1 029                  | 2,91   | –     |       |
| Sinistra Ecologia Libertà     | Salvatore Adduce                 | 12 926               | 45,49               | 14 458  | 40,13   | 757                    | 2,14   | –     |       |
| Seggio di coalizione          | Seggio di coalizione             | Seggio di coalizione | 45,49               | 14 458  | 40,13   | 1                      |        |       |       |
|                               | Angelo Tortorelli                | Angelo Tortorelli    | Angelo Tortorelli   | 4 677   | 12,98   | Osiamo per Matera (A)  | 1 307  | 3,70  | 1     |
| Lavoro e Sviluppo (B)         | Angelo Tortorelli                | Angelo Tortorelli    | Angelo Tortorelli   | 4 677   | 12,98   | 1 200                  | 3,40   | 1     |       |
| Cambiamo Matera (C)           | Angelo Tortorelli                | Angelo Tortorelli    | Angelo Tortorelli   | 4 677   | 12,98   | 1 157                  | 3,27   | 1     |       |
| Matera al Centro              | Angelo Tortorelli                | Angelo Tortorelli    | Angelo Tortorelli   | 4 677   | 12,98   | 530                    | 1,50   | –     |       |
| Ci Piace Matera (D)           | Angelo Tortorelli                | Angelo Tortorelli    | Angelo Tortorelli   | 4 677   | 12,98   | 72                     | 0,20   | –     |       |
| Seggio di coalizione          | Seggio di coalizione             | Seggio di coalizione | Angelo Tortorelli   | 4 677   | 12,98   | 1                      |        |       |       |
|                               | Antonio Materdomini              | Antonio Materdomini  | Antonio Materdomini | 3 029   | 8,41    | Movimento 5 Stelle     | 1 711  | 4,84  | –     |
| Seggio di coalizione          | Seggio di coalizione             | Seggio di coalizione | Antonio Materdomini | 3 029   | 8,41    | 1                      |        |       |       |
|                               | Franco Vespe                     | Franco Vespe         | Franco Vespe        | 509     | 1,41    | L'Altra Matera         | 179    | 0,51  | –     |
|                               | Antonio Cappiello                | Antonio Cappiello    | Antonio Cappiello   | 382     | 1,06    | Noi con Salvini        | 216    | 0,61  | –     |
| Totale                        | Totale                           | 28 414               | 100                 | 36 025  | 100     |                        | 35 333 | 100   | 32    |
|                               |                                  |                      |                     |         |         |                        |        |       |       |
| Fonte: Ministero dell'interno |                                  |                      |                     |         |         |                        |        |       |       |